# Hannah Van den Bossche
Hannah (Hanne) Van den Bossche is een personage in de VTM-televisieserie Familie. In de beginjaren, tot 2006, werd ze gespeeld door Sofie Scheers, waarna ze vertolkt werd door Margot Hallemans, en sinds 2009 nam Ellen Van den Eynde de rol van Hannah voor haar rekening. Op 1 oktober 2012 verdween dit personage samen met Remko Willaert. Sinds 2013 neemt Margot Hallemans de rol van Hannah weer over.

## Overzicht
Hannah is de dochter van Bart Van den Bossche en Brenda Vermeir. Ze werd vernoemd naar haar overgrootmoeder Anna Dierckx.
Ze was als kind (toen nog Hanneke genoemd) een zeer verlegen meisje, maar toen ze in haar puberjaren terechtkwam, veranderde alles en werd ze een echte rebel. Ze leerde jongens kennen, liet een piercing plaatsen, mat zichzelf een gothic-look aan en ging om met de verkeerde mensen. Ze is zelfs een tijdje weggeweest van thuis.
Intussen zijn haar puberjaren voorbij en is ze volwassener geworden. Ze staat er dan ook op om Hanne te worden genoemd in plaats van Hanneke. Hannah heeft een serieuze relatie met Remko Willaert, met wie ze ook eventjes samengewoond heeft.
Met haar vader heeft Hannah altijd een goede band gehad; met haar moeder verliep het moeilijker, omdat die altijd strenger was voor haar was. Hannah voelt zich na de dood van Brenda dan ook schuldig om het feit dat ze niet altijd de ideale dochter voor haar is geweest. Hannah moet na de dood van haar moeder het huishouden helemaal alleen doen, want haar vader heeft zich helemaal op zijn werk gestort. Er vallen woorden tussen Hannah en haar vader en ze besluit om samen met haar broertje Jelle bij Jan en Linda te gaan wonen. Het loopt ook even mis tussen Hannah en Remko, maar uiteindelijk ze komen terug bij elkaar. Ook met haar vader komt het weer goed.
Hannah heeft ideeën om in Antwerpen aan de mode-academie te gaan studeren. Ze krijgt die kans van haar vader en mag er zelfs op kot gaan. Een tijdje later raakt Hannah raakt onverwacht zwanger van Remko. Hannah wil abortus uitvoeren, maar Remko en zijn ouders zetten Hannah onder druk. Hannah twijfelt serieus, maar kiest uiteindelijk toch voor abortus. Dit betekent meteen het einde van de relatie tussen Hannah en Remko. Later komen ze terug samen, waardoor Remko het contact met zijn ouders verliest.
De abortusperikelen zorgen ervoor dat Hannah haar eerste studiejaar aan de mode-academie moet overdoen. Ze ziet dit helemaal niet zitten en wil liever gaan werken. Wanneer Axel De Meester plots zijn ontslag geeft als ontwerper bij VDB Fashion, begint ze te zweven. Ze wordt echter meteen door Veronique Van den Bossche en June Van Damme op haar plaats gezet: zonder diploma maakt ze geen schijn van kans. Hannah heeft geen oren naar de argumenten van haar omgeving en er is geen haar op haar hoofd dat eraan denkt om terug te keren naar de academie. Plots brengt Trudy Tack De Rixart De Waremme haar op het idee om in het buitenland te gaan studeren. Hannah ziet dit wel zitten en wordt aanvaard aan de mode-academie van New York. Remko ziet het niet zitten dat zijn vriendin naar het buitenland vertrekt, totdat hij ontdekt dat hij er zijn eigen studies kan voortzetten aan de Harvard-universiteit. De ouders van Remko raken hiervan op de hoogte en zijn dolgelukkig. Dankzij alle steun staat Hannah en Remko niets meer in de weg. Ze verhuizen samen naar de Verenigde Staten.
Eind 2013 reist Hannah terug naar België. Haar vader en Trudy hebben ruzie, waardoor Jelle vroeg of ze terug naar huis wou komen. De relatie met Remko is in de Verenigde Staten beëindigd. Na een tijdje terug in België te zijn, gaat ze in de Foodbar werken. Later krijgt ze echter een aanbod van Veronique Van den Bossche om assistent-ontwerper te worden van Rudi Verbiest voor Fashion. Al snel krijgt ze echter gevoelens voor Rudi en laat ze zelfs een job bij Chanel vallen. Wanneer Rudi Veronique ten huwelijk vraagt, breekt Hannah en dient ze haar ontslag in. Ze begint met het ontwerpen van kledij voor het lentefeest van haar broertje Jelle, die de ontwerpen mee naar school neemt en ze aan klasgenootjes toont. Haar ontwerpen vallen zodanig in de smaak dat ze meerdere aanvragen krijgt om te ontwerpen.
Later gaat ze terug werken bij Fashion dankzij een geniepige list van Veronique. Op een avond, wanneer ze van haar werk vertrekt, wordt ze echter neergeslagen door verkrachter Danny Buytaert en bewusteloos in een busje gesleept. Rudi weet haar op tijd te redden, alvorens ze ontvoerd zou worden.
Hannah heeft enkele korte relaties, die nooit lang stand houden. Later krijgt ze een vaste relatie met Quinten Godderis en ze raakt zwanger van hem. Wanneer ze hoogzwanger is wordt ze ontvoerd door Tony Bertels. Ze wordt echter verliefd op hem en gaat vrijwillig bij hem wonen, uiteindelijk draait Tony door en moet hij alsnog naar de gevangenis. Er breekt een voogdijstrijd uit tussen Hannah en Quinten over Gaston, die tijdens de ontvoering is geboren, uiteindelijk komen ze overeen voor een week om week regeling.